# Хомяково (станция)
Хомяко́во — железнодорожная станция Курского направления Московской железной дороги. Станция находится в микрорайоне Хомяково (Зареченский район) города Тулы (северный протуберанец города).  С запада, севера и востока проходит граница города с Ленинским районом Тульской области.
На станции 2 боковых пассажирских платформы. Имеются пути для отстоя составов и объезда стоящих у платформы электропоездов. От станции отходят подъездные пути к местным предприятиям. От станции также отходит закрытая железнодорожная ветка в деревню Рождествено.